# Соз
Соз или Созка (рус. Созь, Созька) река је на северозападу европског дела Руске Федерације. Протиче преко територија Рамешког, Калињинског и Конаковског рејона, на југоистоку Тверске области. Лева је притока реке Волге у коју се улива на подручју Ивањковског језера, и део је басена Каспијског језера.
Река Соз је отока Великог језера смештеног на граници Рамешког и Калињинског рејона. Тече у смеру југа, а укупна дужина водотока је 34 km. Површина сливног подручја је 575 km².